# John Stratford

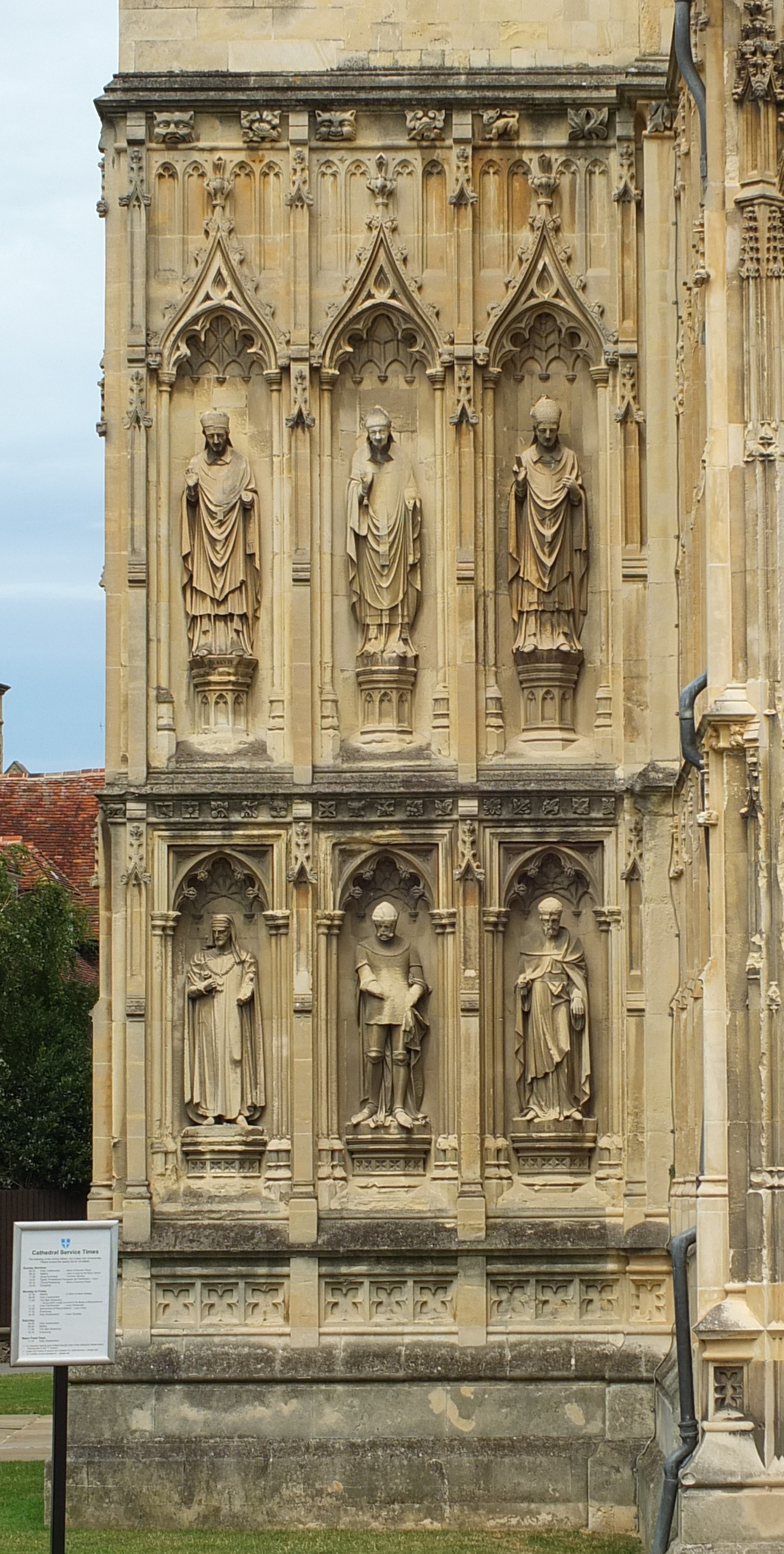
Statuen von Erzbischöfen an der Westfassade der Kathedrale von Canterbury, in der oberen Reihe rechts die Statue von John Stratford

John Stratford (auch de Stratford) (* um 1275; † 23. August 1348 in Mayfield) war ein englischer Geistlicher. Von 1323 bis 1333 war er Bischof von Winchester, danach war er Erzbischof von Canterbury. Von 1331 bis 1334, von 1335 bis 1337 und von 1339 bis 1340 diente er als königlicher Kanzler.

## Herkunft und Aufstieg als Geistlicher
John Stratford stammte vermutlich aus Stratford-upon-Avon, wo er als Sohn von Robert und Isabel geboren wurde, deren weiterer Name nicht bekannt ist. Sein Vater war ein wohlhabender Bürger, der ein Mitbegründer und der erste Master des Hospital of St Cross in Stratford war. Zu seinen Brüdern gehörte Robert Stratford, der ebenfalls Geistlicher und später Bischof von Chichester wurde. Die Familie war mit der Familie Hatton aus Stratford verwandt. Ralph Hatton, ein Neffe von John Stratford, wurde später Bischof von London. Stratford studierte in Oxford, doch entgegen mancher Angaben nicht am Merton College. Vor 1312 hatte er den Titel eines Doktors der Rechte erlangt. Als junger Mann trat er in Dienst von Worcester Priory ein. Vor 1317 wurde er Rektor der Holy Trinity Church in Stratford und diente als Official von John Dalderby, Bischof von Lincoln. Nach dessen Tod 1320 diente er mit als dessen Testamentsvollstrecker und wechselte in den Dienst von Erzbischof Walter Reynolds von Canterbury. Anfang der 1320er Jahre wurde Stratford Dean of Arches, dazu erhielt er eine Reihe von Benefizien, darunter Kanonikerstellen an den Kathedralen von Lichfield, Lincoln und York sowie das Amt des Archidiakons von Lincoln.
1317 nahm Stratford erstmals in Clarendon an einer königlichen Ratsversammlung teil. Wie andere juristisch ausgebildete Beamte wurde er 1318, 1319 und 1320 zu den in York tagenden Parlamenten berufen. 1320 gehörte er zum Gefolge von König Eduard II. und Königin Isabelle, als diese nach Amiens reisten, um dort dem französischen König für das Herzogtum Aquitanien zu huldigen. Ende 1321 reiste Stratford im Auftrag des Königs zur päpstlichen Kurie nach Avignon, wo er vergeblich versuchte, für den Lordsiegelbewahrer Robert Baldock die Wahl zum Bischof von Coventry und Lichfield zu erreichen. Bereits kurz nach seiner Rückkehr nach York reiste er erneut zur Kurie, wo er über ein Jahr verschiedene Anliegen des Königs, wie die Gründung des Dominikanerpriorats von Kings Langley und den königlichen Anteil an dem vom Papst vom englischen Klerus erhobenen Zehnten vertrat.

## Bischof von Winchester und Diplomat im Dienst von Eduard II.

### Ernennung zum Bischof
Stratford war immer noch in Frankreich, als im April 1323 Rigaud de Asserio, der Bischof der reichen Diözese Winchester in Avignon starb. Der König versuchte, seinen Günstling Baldock nun zum Bischof dieser Diözese zu machen, und Stratford übergab die Briefe des Königs an die Kurie. Erneut wurde Baldock jedoch von der Kurie als Bischof abgelehnt. Stattdessen ernannte Papst Johannes XXII. am 20. Juni 1323 per päpstliche Bulle Stratford zum neuen Bischof der Diözese Winchester. Am 26. Juni wurde er von Kardinal Bertrand du Pouget zum Bischof geweiht. Über diese Entwicklung war Eduard II. höchst erzürnt und ließ Stratford, der als Gesandter des Königs dessen Interessen vertreten sollte, bei dessen Rückkehr von Chief Justice Geoffrey Scrope und von Robert Ayleston, dem Keeper of the Privy Seal verhören. Schließlich musste Stratford erklären, dass er die Temporalien der Diözese nur dank der besonderen Gnade des Königs erhalten habe. Als Sicherheit für seine Treue sollte er die hohe Summe von £ 10.000 zu hinterlegen.

### Gesandter im Dienst von Eduard II.
Mitte Juli 1324 benötigte der König erneut die Dienste von Stratford. Dieser sollte die Unterstützung des Papstes in den Kriegen des Königs gegen Frankreich und gegen Schottland sichern. Johannes XXII. war gerne bereit, als unparteiischer Vermittler zwischen Frankreich und England zu dienen, da er hoffte, nach einem Friedensschluss die Könige zu einem gemeinsamen Kreuzzug überzeugen zu können. Anschließend gehörte Stratford zu den wichtigsten Mitgliedern einer englischen Gesandtschaft, die zu Friedensverhandlungen an den französischen Hof reiste. Danach spielte er noch in drei weiteren Gesandtschaften eine führende Rolle. Im März 1325 wurde die englische Königin Isabelle nach Frankreich gesandt, wo sie die Friedensverhandlungen mit ihrem Bruder, dem französischen König Karl IV. voranbringen sollte. Stratford hatte diesen Versuch, den Krieg so zu beenden, befürwortet und besuchte die Königin Ende März in Poissy. Ende 1325 wurde der Thronfolger Eduard in Stratfords Obhut gegeben. Er begleitete ihn nach Frankreich, wo er anstelle seines Vaters im Bois de Vincennes dem französischen König für das Herzogtum Aquitanien huldigte. Nachdem Königin Isabelle wegen der Günstlingsherrschaft der Despensers nicht nach England zurückgekehrt war, reiste Stratford Ende Oktober 1325 erneut als Gesandter nach Frankreich, um sie zur Rückkehr zu überreden. Stratford blieb erfolglos, und am 18. November kehrte er nach Dover zurück, von wo er nach Westminster weiterreiste, um dort das Parlament über das Scheitern seiner Mission zu unterrichten.

### Rolle bei der Absetzung von Eduard II.
Nach seiner Rückkehr aus Frankreich konnte Stratford am 3. Februar 1326 im Kathedralpriorat von Winchester mit der ersten Visitation seiner Diözese beginnen. Als im September 1326 Königin Isabelle mit einem kleinen Heer in England landete, um ihren Mann und dessen Günstlinge zu stürzen, war Stratford im Winchester Palace in Southwark. Er und die anderen englischen Bischöfe trafen sich in St Mary Overie und im Lambeth Palace, um ein gemeinsames Handeln abzusprechen. Stratford zeigte sich bereit, als Unterhändler zur Königin zu reisen, falls Bischof Hamo Hythe von Rochester ihn begleiten würde. Wenig später hatte sich Stratford der Königin angeschlossen. Zusammen mit weiteren Aufständischen war er in Bristol, wo am 26. Oktober der junge Thronfolger Eduard zum Regenten ausgerufen wurde. Von der Königin wurde er am 6. November zum stellvertretenden Treasurer ernannt und angeblich feierte er zusammen mit ihr Weihnachten in Wallingford. Anfang 1327 gehörte er der Delegation an, die zum gefangenen Eduard II. nach Kenilworth Castle gesandt wurde, um diesen zur Abdankung zu überreden. Am 28. Januar 1327 legte er bereits wieder das Amt des stellvertretenden Treasurer nieder. Am 1. Februar nahm er an der Krönung von Eduard III. teil. Nach der Abdankung von Eduard II. musste er nicht mehr £ 10.000 als Sicherheit für seine Loyalität stellen.

## Geistlicher, Diplomat und Kanzler unter EduardIII.

### Vorsichtige Opposition zum Regime von Isabelle und Mortimer
Stratford diente auch der neuen Regierung wieder als Diplomat. Am 10. März 1327 setzte er von Dover nach Wissant über, von wo er weiter nach Paris reiste. Dort besiegelte er am 31. März einen neuen Waffenstillstandsvertrag mit Frankreich. Als Mitglied des Rates des jungen Königs entfremdete er sich jedoch rasch von der Hofpartei von Königin Isabelle und dem neuen Machthaber Roger Mortimer. Während des Parlaments in Salisbury 1328 agierte er als Sprachrohr von Henry of Lancaster, der zum Gegner der neuen Regierung geworden war. Daraufhin wurden gegen Stratford Vorwürfe erhoben, dass er das Parlament vorzeitig und ohne Erlaubnis verlassen hätte, wofür ihm angeblich zeitweise sogar die Todesstrafe drohte. Dennoch blieb er weiterhin den Unterstützern Lancasters verbunden. Vorsichtigerweise brach er jedoch den Kontakt zu den Anhängern des gestürzten Eduard II. ab und konnte auch vermeiden, mit der vermuteten Verschwörung des Earl of Kent in Zusammenhang gebracht zu werden.

### Kanzler von England und Erzbischof von Canterbury
Nachdem Eduard III. im Oktober 1330 Mortimer gestürzt und selbst die Herrschaft übernommen hatte, ernannte er am 28. November Stratford zu seinem Kanzler. Mit diesem Amt übernahm Stratford sowohl in England wie im Ausland zahlreiche Aufgaben für den König. Sein Bruder Robert diente dabei zusammen mit anderen Beamten regelmäßig als Lord Keeper of the Great Seal. Im April 1331 gehörte Stratford zu dem kleinen Gefolge des Königs, mit dem dieser nach Frankreich reiste, um gegenüber dem französischen König die Hommage für das Herzogtum Aquitanien zu erneuern. Ende Mai 1331 wurde er gebeten, im Konflikt zwischen den Mönchen der Abtei St Edmunds und den Bürgern von Bury St Edmunds zu vermitteln. Als er darauf in die ostenglische Stadt reiste, bemühte er sich auch, auf die Beschwerden der Bürger von Great Yarmouth einzugehen. Im September 1331 und im März 1332 eröffnete Stratford die Parlamente in Westminster. Im Dezember 1331 und im April und Mai 1332 war er wieder an Verhandlungen mit dem französischen König beteiligt. Vor Dezember 1332 erkrankte er, so dass er sich während des Parlaments von York vertreten lassen musste. Der Konflikt mit Schottland rückte nun in den Mittelpunkt der englischen Politik, so dass Stratford bis zum 23. September 1333 in Nordengland tätig war. Nach dem Tod von Erzbischof Simon Mepeham wurde er am 3. November als neuer Kandidat für das Amt des Erzbischofs von Canterbury aufgestellt. Auch der König wünschte sich Stratford als neuen Erzbischof, doch dieser wartete das Eintreffen der päpstlichen Bestätigung ab, die am 26. November ausgestellt wurde. Nachdem er diese erhalten hatte, wurde Stratford am 9. Dezember 1333 in Canterbury inthronisiert. Bereits kurz nach seiner Inthronisation reiste Stratford wieder als Gesandter nach Paris. Als er im Januar 1334 zurückkehrte, begann er die erste Visitation seiner Diözese, in der er Anfang Februar das Kathedralpriorat von Canterbury besuchte. Wenig später reiste er jedoch im Dienst des Königs nach Nordengland. Im September 1334 legte er das Amt des Kanzlers nieder, doch bereits am 6. Juni 1335 wurde er in der Franziskanerniederlassung in York erneut zum Kanzler ernannt. Im Dienst des Königs blieb Stratford bis Februar 1336 in York oder an der schottischen Grenze. Mitte März hielt er in der Londoner St Paul’s Cathedral eine Provinzialsynode ab und nahm am Parlament in Westminster teil. Nach dem ungeklärten Tod von John of Eltham, dem jüngeren Bruder des Königs, kehrte Stratford im September 1336 von Bothwell nach London zurück, wo er in Westminster Abbey die Totenmesse hielt. Am 24. März 1337 übergab er das Amt des königlichen Kanzlers an seinen Bruder Robert, der jedoch wenig später von Richard Bintworth, Bischof von London abgelöst wurde.

### Diplomat im Vorfeld des Kriegs mit Frankreich
Auch nachdem Stratford sein Amt als Kanzler niedergelegt hatte, diente Stratford dem König als Diplomat. 1338 reiste er zusammen mit Bischof Richard de Bury von Durham und den vermittelnden Kardinälen nach Frankreich, um dort weiter über eine Beilegung des Konflikts zwischen England und Frankreich zu verhandeln. Eduard III. versuchte in der Zwischenzeit, Verbündete zu gewinnen und reiste nach Koblenz, um dort Kaiser Ludwig den Bayern zu treffen. Im Januar und Februar 1339 war Stratford in den Niederlanden und sammelte dort Informationen über die französischen Kriegsvorbereitungen. Im Mai 1339 bürgte er in Antwerpen für die Schulden des Königs, die dieser dort gemacht hatte, und für dessen Abmachungen mit den italienischen Kaufleuten Bardi. In Marcoing wurde er als führender Ratgeber des Thronfolgers Edward of Woodstock bezeichnet. Nach dem Tod von Bischof Bintworth wurde Stratford am 8. Dezember 1339 im Lambeth Palace erneut das Großsiegel übergeben. Der König wollte nun mit seinem Heer in die Niederlande aufbrechen. Stratford versuchte nun, ihn von dem Feldzug abzuhalten. Anders als Eduard III. glaubte er, dass der Krieg nicht rasch beendet werden könne. Der König begann dennoch seinen Feldzug gegen Frankreich. Am 28. April 1340 übergab Stratford das Großsiegel an seinen Bruder Robert. In den Niederlanden konnten die Engländer zwar in der Seeschlacht von Sluis einen klaren Sieg erringen, doch angesichts seines kleinen Heeres und seiner begrenzten Mittel musste der König am 25. September 1340 in Espléchin einen Waffenstillstand mit Frankreich schließen. Höchst verärgert kehrte Eduard III. nach England zurück und landete in der Nacht vom 29. auf den 30. November klammheimlich in London. Er fühlte sich von seinen Ministern, die während seiner Abwesenheit England regiert hatten, verraten. Nach der Auffassung des Königs hatte es vor allem Stratford versäumt, ihn mit den für den Krieg nötigen Mitteln zu versorgen. Aus diesen Vorwürfen entwickelte sich ein langer Streit.

### Die Krise von 1340 bis 1341

#### Wechselnde schriftliche Beschuldigungen zwischen dem König und dem Erzbischof
Der König sandte Nicholas Cantilupe, 3. Baron Cantilupe nach Canterbury, wo dieser behauptete, dass Stratford für die Schulden des Königs verantwortlich war, die dieser bei Kaufleuten in Löwen gemacht hatte. Stratford solle deshalb nach Löwen reisen und die Schulden begleichen, doch zuvor sollte er sich in London vor dem König verantworten. Stratford zögerte mit der Reise nach London, da er um seine Sicherheit besorgt war. Am 29. Dezember 1340 gab er auf die Vorwürfe öffentlich eine scharfe Antwort, als er während des Gottesdienstes in der Kathedrale von Canterbury offen klagte, dass er in weltliche Belange verwickelt worden sei. Er bat seine Zuhörer, dass sie ihm dafür vergeben sollten, doch erhob er den Vorwurf, dass an der Seite des Königs Männer seien, die ihn hassen und als Verräter verunglimpfen würden. Diese Männer wären auch für die Verhaftung von Kanzleibeamten und Richtern verantwortlich, was gegen die Bestimmungen der Magna Carta verstoßen würde. Gemäß den Bestimmungen der Ratsversammlungen von Oxford 1222, Reading 1279 und Lambeth 1281 drohte er allen Beteiligten, die gegen die Magna Carta verstießen, die Exkommunikation an. Am 31. Dezember ließ er den Brief Sacrosancta ecclesia, eine scharfe Verteidigung der kirchlichen Rechte, der er über seinen Neffen Ralph Stratford, der Dekan der Kirchenprovinz Canterbury war, an alle Bischöfe der Kirchenprovinz verteilen ließ. An den König schrieb er eine geistliche Ermahnung, in der er auf den alttestamentlichen Rehabeam verwies, der nicht auf den Rat der alten und weisen Männer gehört hatte. Dazu erinnerte er Eduard III. an seinen Krönungseid. Der König zeigte sich von diesen Ermahnungen unbeeindruckt und sandte Ralph de Stafford, seinen Steward of the Household, um den Erzbischof nach London zu beordern. Stratford weigerte sich jedoch weiterhin, sich für sein angebliches Versagen zu verantworten, zumal ihm der König kein sicheres Geleit zugesagt hatte. Am 28. Januar 1341 beschwerte er sich bei Robert Bourchier, seinem Nachfolger als Kanzler, dass die englischen Geistlichen im vergangenen Jahr dem König einen Zehnten auf ihre Einkünfte bewilligt hatten. Diese Steuer war allerdings nur unter der Bedingung bewilligt worden, dass der Klerus im selben Jahr keine weiteren Steuern zahlen müsse, selbst wenn diese durch das Parlament beschlossen würden. Der König hatte jedoch im gleichen Jahr eine Abgabe des Neunten auf alle Schafe und Vliese des Klerus gefordert, die deshalb widerrechtlich erhoben worden sei. Dazu sandte Stratford zwei weitere Briefe an die Bischöfe der Kirchenprovinz Canterbury. Im ersten erläuterte er ihnen seine Beschwerde, die er gegen Kanzler Bourchier vorgebracht hatte, im zweiten Brief beklagte er sich über die hohen finanziellen Forderungen an den Klerus, die für ihn ungesetzlich waren. Der König antwortete darauf im Februar 1341 mit der Veröffentlichung der Schrift Libellus famosus, in der der Erzbischof umfassend und direkt beschuldigt wurde. Der Autor dieser Schrift ist unbekannt, doch als Autor wird Bischof Adam Orleton von Winchester vermutet. Der Erzbischof veröffentlichte darauf im März als Erwiderung die Excusaciones, in der er sein Handeln leidenschaftslos begründete. Dazu enthielt die Schrift als Vorwort eine Abhandlung über politische Philosophie, in der Stafford sich als Elder statesman gegenüber dem eigensinnigen jungen König gibt. Diesem hält er vor, dass er sich mit schlechten Ratgebern umgeben hätte, die falsche und ungerechtfertigte Beschuldigungen wie den Libellus famosus gegen ihn vorbringen würden. Weiter geht er Punkt für Punkt auf die gegen ihn erhobenen Vorwürfe ein, widerlegt sie nach seiner Auffassung und verteidigt seine Amtsführung. Dazu betont er, dass er für seine Bemühungen und Verdienste vom König keine Belohnung und auch keine Vergünstigungen erhalten hätte. Der Libellus famosus würde nur die Boshaftigkeit seiner Verfasser widerspiegeln. Wenn er sich für seine Amtsführung als Kanzler verantworten solle, dann sei das Parlament und nicht vor dem König der dafür angemessene Ort. Der König antwortete auf diese Schrift mit der kurzen Schrift Cicatrix cordium superbia.

#### Konfrontation zwischen Stratford und den königlichen Räten in Westminster

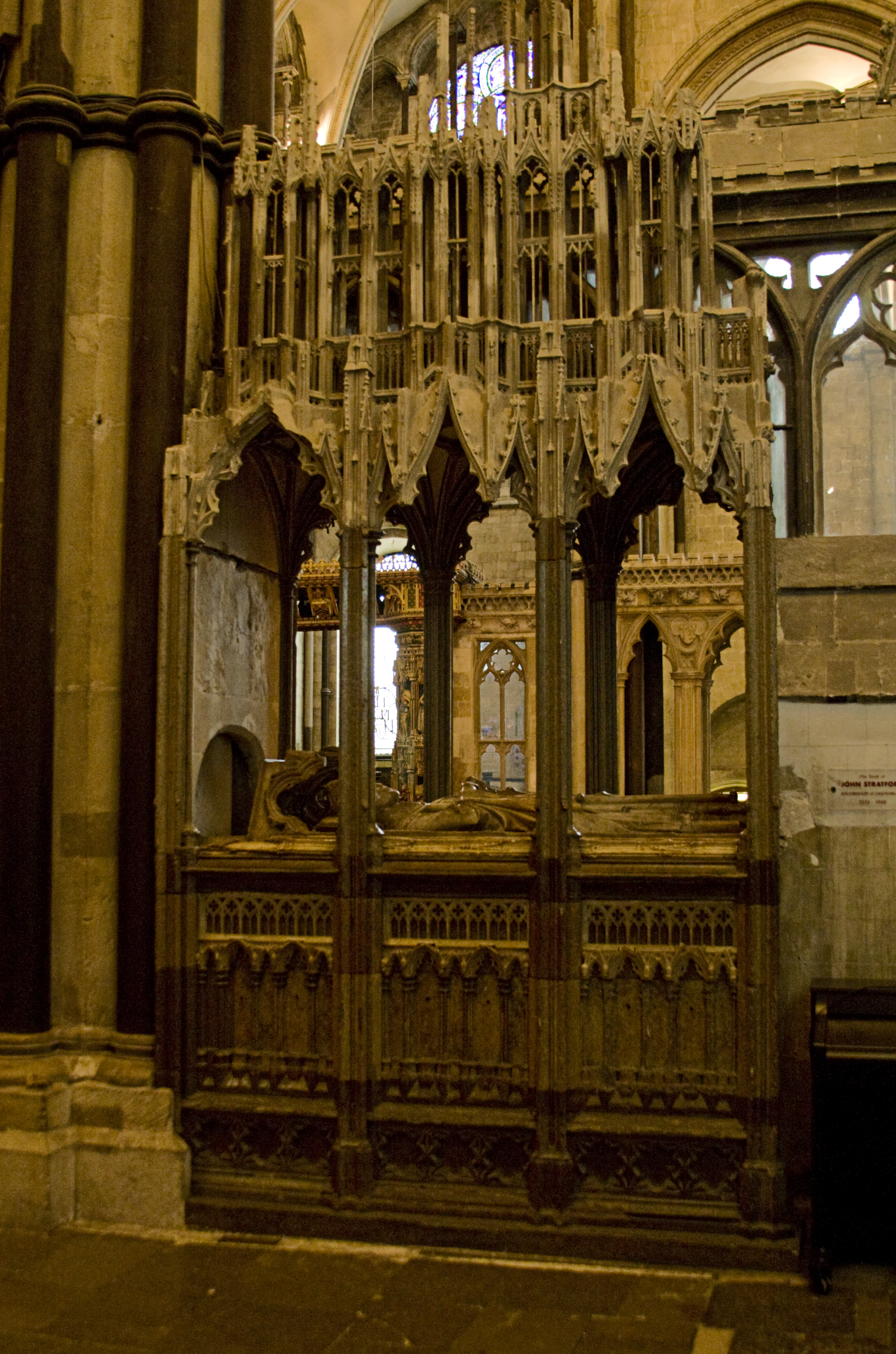
Grabdenkmal von Stratford in der Kathedrale von Canterbury

Nach diesen Vorwürfen wollte der Erzbischof am 23. April 1341 vor das in der Westminster Hall versammelte Parlament treten. Beim Eintritt in die Halle versperrten ihm aber der Steward Ralph de Stafford sowie John Darcy, der King’s Chamberlain den Weg und brachten ihn zum Exchequer, wo er sich für die Verweigerung der Zahlung des Neunten auf die Wolleinkünfte verantworten musste. Diese Befragung blieb ohne Ergebnis, worauf Stratford sich mit den anderen Bischöfen in der Painted Chamber des Palace of Westminster treffen durfte. Als er jedoch mit seinem Neffen Ralph Stratford, der inzwischen Bischof von London geworden war, und mit seinem Bruder Robert, der inzwischen Bischof von Chichester geworden war, erneut Westminster Hall betreten wollte, wurde ihm der Zugang wieder verwehrt. Die königlichen Wachen vermieden es aber, offene Gewalt gegen ihn anzuwenden. Der King’s Chamberlain Darcy und Stratfords erbitterter Gegner William Kilsby, der Lord Privy Seal, hetzten scharf gegen den Erzbischof und verlangten ein hartes Durchgreifen. Schließlich konnten gemäßigte Ratgeber des Königs erreichen, dass ein von acht weltlichen Baronen und von vier Bischöfen gebildeter Ausschuss die Vorwürfe gegen Stratford untersuchen sollte. Am 2. Mai bot Stratford erneut an, sich vor dem Parlament zu verantworten, worauf sich am 3. Mai eine Abordnung der Magnaten und Bischöfe vor dem König zugunsten von Stratford einsetzte. Daraufhin wurde er offiziell begnadigt. Am 23. Oktober sollen der König und der Erzbischof in Westminster Hall offiziell ausgesöhnt haben, wobei der Erzbischof sich gegen die schärfsten der ehemals gegen ihn erhobenen Vorwürfe verteidigen durfte. 1343 befahl der König offiziell die Aufhebung der gegen Stratford erhobenen Anklage wegen Grundlosigkeit.

### Letzte Jahre und Tod
Obwohl Stratford noch 1346 erneut durch Letters Patent als unschuldig gegen die erhobenen Anklagen erklärt wurde, hatte er infolge des Konflikts mit dem König spätestens 1342 seinen politischen Einfluss zum großen Teil verloren. Im Juni 1348 erkrankte er in Maidstone und genas nicht wieder. Nach seinem Tod wurde er am 9. September 1348 in der Kathedrale von Canterbury beigesetzt, wo sein Grabdenkmal auf der Südseite des Chorraums erhalten ist.
Obwohl das Urkundenregister von Stratfords Amtszeit als Erzbischof nicht erhalten ist, sind durch andere Quellen zahlreiche seiner Urkunden erhalten. Er war ein bekannter Verfasser von Vorschriften, unter anderem erließ er 1342 Vorschriften für den Kirchengerichtshof von Canterbury, dazu werden ihm drei Ausgaben von Vorschriften für die Kirchenprovinz Canterbury zugeschrieben, die zwischen 1341 und 1343 erlassen worden sind. Die erste Ausgabe ist dabei offensichtlich nur ein Entwurf, während die zweite Ausgabe sich vor allem mit der Verwaltung der Kirche und mit der geistlichen Disziplin beschäftigt. Die dritten Vorschriften sollten die Privilegien der Kirche bewahren und geben dazu Regeln für den Umgang bei Konflikten zwischen Geistlichen und Laien.
Stratford war ein bekannter Stifter zugunsten der Pilgerherberge Eastbridge Hospital in Canterbury. Vor allem aber begünstigte er seine Heimatstadt Stratford, wo er 1331 das Kollegiatstift St Thomas the Martyr gründete. Diese Stiftung erweiterte er 1336, dazu sorgte er dafür, dass die Pfarrkirche von Stratford dem Stift unterstellt wurde. Noch 1345 erhielt die Stiftung eine päpstliche Bestätigung. Bei seinem Tod hinterließ Stratford ein beachtliches Vermögen von über £ 6509.

## Bewertung
Schon im Mittelalter wurde der Charakter und die Bedeutung von Stratford unterschiedlich bewertet. Teilweise sahen ihn die Chronisten wie seine Vorgänger John Pecham und Robert Winchelsey als Gegenspieler der Krone. Stratford war sicherlich ehrgeizig und auch stolz, doch hatte er feste Überzeugungen. In der neueren Geschichtsschreibung wird Stratford vor allem ein erheblicher Anteil zugeschrieben, dass der gewaltsame Thronwechsel von 1326 bis 1327 so glatt verlief. Für ihn selbst hatte das Parlament sicherlich eine hohe Bedeutung, und nicht nur unter der Herrschaft von Königin Isabelle und Roger Mortimer riskierte er wenigstens seine Karriere, wenn nicht sogar sein Leben, um seine Rechtsauffassung zu bewahren. Er war ernsthaft um Frieden bemüht, doch 1337 musste er die Unausweichlichkeit eines erneuten Kriegs mit Frankreich akzeptieren. Trotz dieses Kriegs akzeptierte er jedoch nicht eine Unterdrückung der kirchlichen Rechte in England. Angesichts seiner Erfahrungen während der Herrschaft von Eduard II. war er dabei offenbar nicht bereit, eine politische Opposition gegen Eduard III. zu führen. Als ihm der König 1341 Zugeständnisse machen musste, fühlte er sich als Sieger in dem Konflikt mit dem König, wenngleich sich der König letztlich politisch durchsetzte. Letztlich war aber Stratfords verständliche Verteidigung seiner kirchlichen Rechte und der von 1340 bis 1341 dauernde Konflikt eine Erfahrung für den König, die dieser nie wieder vergaß.